# Stavsimmare
Stavsimmare (Orthonectida) är en stam djur som lever som parasiter i marina miljöer. Cirka 25 arter är kända.
Arterna är 50 till 800 μm stora och de lever som parasiter i olika ryggradslösa djur. Som värd fungerar bland annat ringmaskar, tagghudingar, blötdjur och plattmaskar. Den maskformiga grundformen består av flera celler och på utsidan finns flimmerhår. Utbredningsområdet ligger främst i nordöstra och nordvästra delen av Stilla havet. Stammen infogades tidvis i Mesozoa. Den exakta taxonomiska positionen är fortfarande oklar.
Inom djurgruppen finns två familjer:
- Pelmatosphaeridae Stunkard, 1937
- Rhopaluridae Stunkard, 1937